# Zygopetalum maculatum
Giai cầu (danh pháp hai phần: Zygopetalum maculatum) là một loài thực vật có hoa trong họ Lan. Loài này được (Kunth) Garay miêu tả khoa học đầu tiên năm 1970.

## Hình ảnh

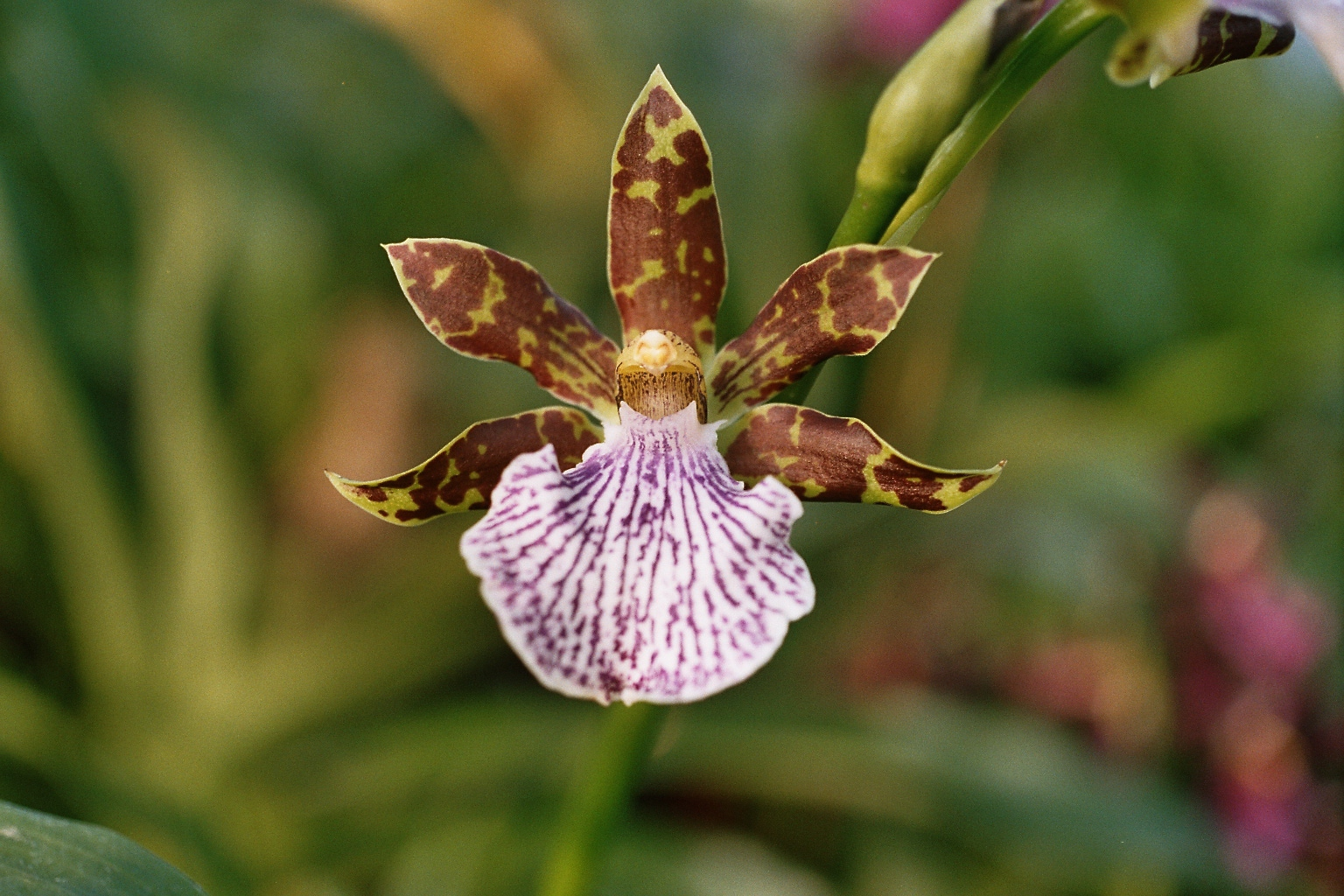
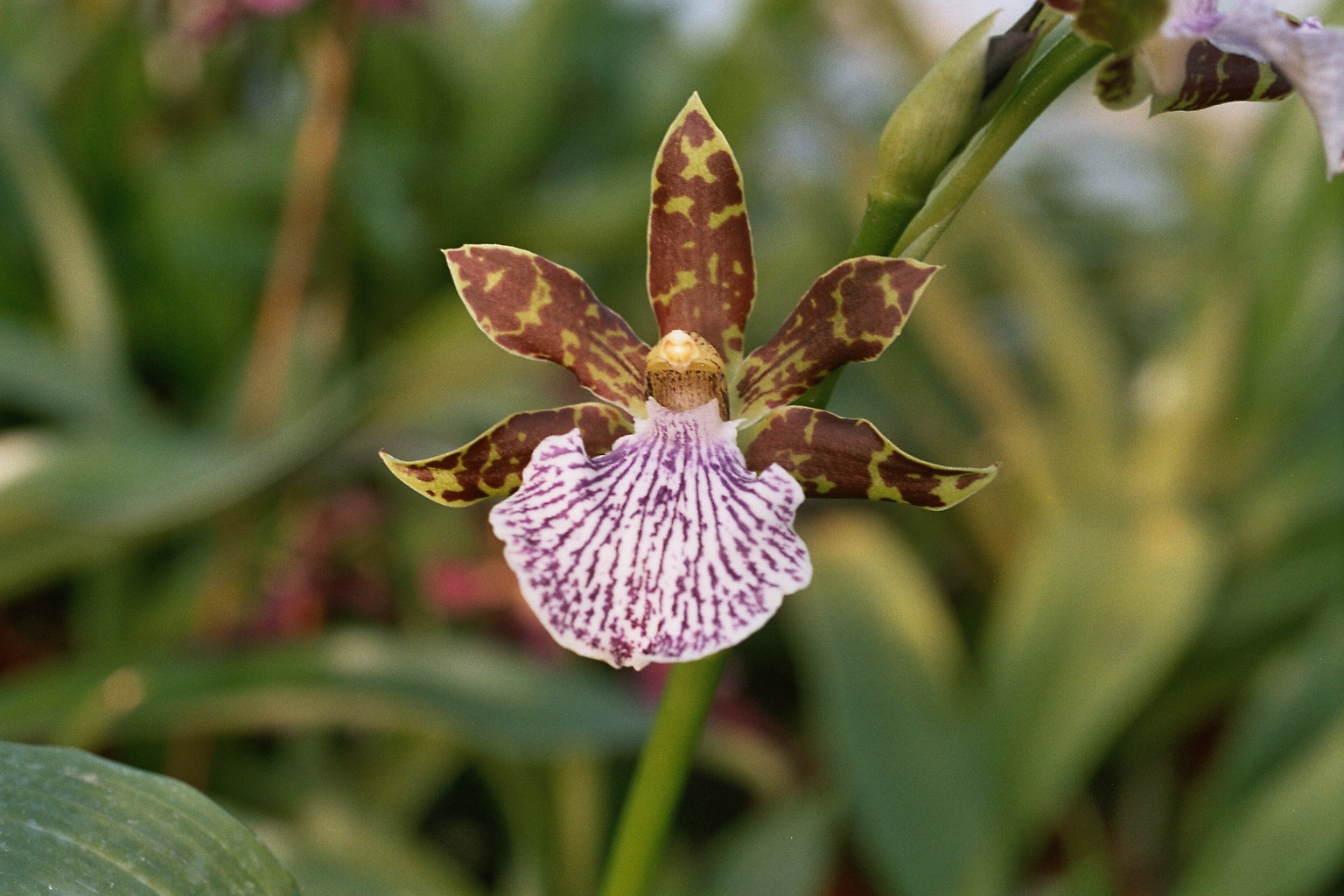
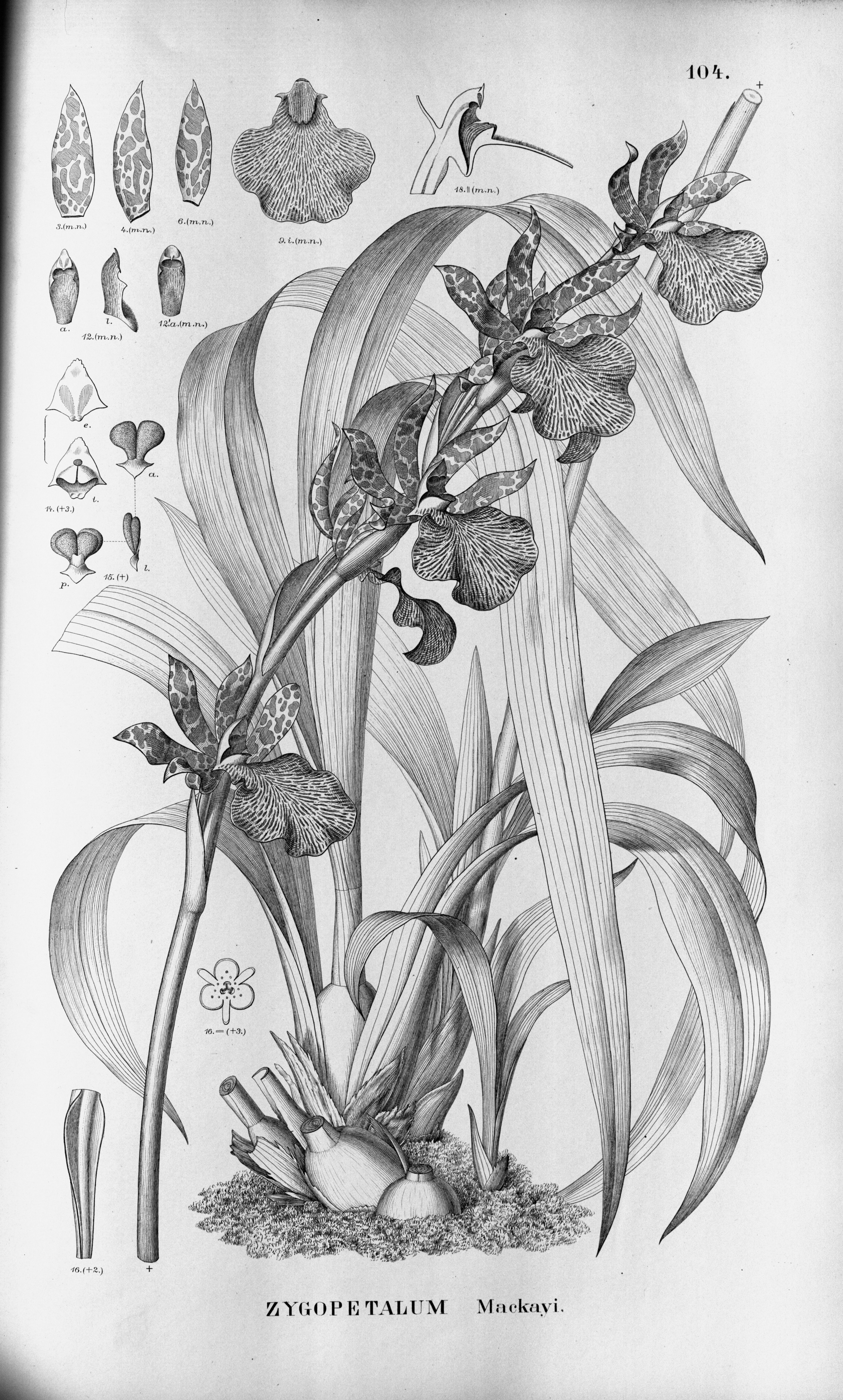
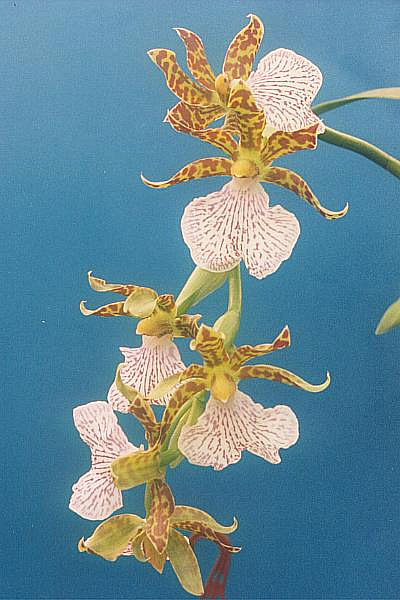